# Ribera del Puente
Ribera del Puente es una localidad del municipio de Jalpa de Méndez ubicado en la subregión centro del estado mexicano de Tabasco.

## Geografía
La localidad se ubica a 7.2 kilómetros (en dirección suroeste) de la localidad de Jalpa de Méndez, la cabecera y lugar más poblado del municipio. Se sitúa en las coordenadas geográficas 18°13′47″N 93°06′05″O / 18.229722, -93.101389, a una elevación de 2 metros sobre el nivel del mar.

## Demografía
Según el Conteo de Población y Vivienda 2020, efectuado por el Instituto Nacional de Estadística y Geografía, la localidad de Ribera del Puente tiene 186 habitantes, de los cuales 82 son del sexo masculino y 104 del sexo femenino. Su tasa de fecundidad es de 2.38 hijos por mujer y tiene 40 viviendas particulares habitadas.
| Gráfica de evolución demográfica de Ribera del Puente entre 1995 y 2020 |
|                                                                         |
| INEGI.                                                                  |